# Alhassan Kobina Ghansah
Alhaji Alhassan Kobina Ghansah est né le 29 novembre 1960 à Breman au Ghana, est un homme politique ghanéen et un ancien étudiant de l'école secondaire supérieure de Breman Asikuma qui est membre du Congrès national démocratique. Il est membre du Parlement de la circonscription d'Asikuma-Odoben-Brakwa (AOB) dans la région centrale ,,,.

## La vie précoce et l’éducation
Ghansah est né le 29 novembre 1960 est originaire de Breman Bedum (en) dans la région centrale du Ghana. Il a obtenu sa maîtrise en administration des affaires en 2015 .

## Carrière
Ghansah était le gérant de Classic Rahman Enterprise .

## Politique
Ghansah est membre du Congrès national démocratique .

### Élections de 2016
Lors des élections de 2016, Ghansah a représenté le Congrès national démocratique dans la circonscription d'Asikuma-Odoben-Brakwa, mais a perdu le candidat du nouveau parti patriotique Anthony Effah (en) avec une différence de 430 voix. Il a obtenu 23 330 voix, soit 49,20 %, contre 23 760 voix d'Effah, soit 50,11 % ,,.
Ghansah a de nouveau rejoint la course pour le candidat parlementaire dans les primaires du NDC dans la circonscription d'Asikuma-Odoben-Brakwa avant les élections de 2020. Ghansah a remporté la tentative parlementaire de représenter le Congrès national démocratique pour la circonscription d'Asikuma-Odoben-Brakwa avant les élections de 2020 en août 2019 après avoir obtenu 886 voix pour battre ses deux autres adversaires, Michael Harry Yamson et Eric Kwesi Taylor, qui avaient respectivement 153 voix et 42 voix .

### Élections pour 2020
En décembre 2020, Ghansah a remporté le siège de la circonscription d'Asikuma-Odoben-Brakwat aux élections parlementaires après le vote 28,175 voix représentant 52,54% contre son seul adversaire, Emmanuel Domson Adjei, du Nouveau Parti patriotique, qui comptait 25 454 voix représentant 47,46% ,.

### Comités
Ghansah est membre du comité budgétaire spécial et membre du comité de l'environnement, de la science et de la technologie.

## Vie personnelle
Ghansah est un musulman ,.